# Mount Isa City
Koordinaten: 20° 43′ S, 139° 29′ O

Die City of Mount Isa ist ein lokales Verwaltungsgebiet (LGA) im australischen Bundesstaat Queensland. Das Gebiet ist 43.713 km² groß und hat etwa 18.700 Einwohner.

## Geografie
Mount Isa liegt im Nordwesten des Staats und grenzt an das Northern Territory. Es ist etwa 1560 km von der Hauptstadt Brisbane entfernt.
Der Verwaltungssitz der LGA befindet sich im Stadtzentrum von Mount Isa. Die 24 Stadtteile umfassen Barkly, Breakaway, Camooweal, Fisher, Gunpowder, Happy Valley, Healy, Kalkadoon, Lanskey, Menzies, Mica Creek, Miles End, Mornington, Mount Isa, Mount Isa City, Parkside, Pioneer, Ryan, Soldiers Hill, Spreadborough, Sunset, The Gap, Townview und Winston.

## Geschichte
1963 wurde die Stadt Mount Isa mit dem Barkly Tableland Shire und einem Teil des Cloncurry Shire zum Mount Isa Shire verschmolzen. Fünf Jahre später bekam die LGA den Status einer City.

## Verwaltung
Der Mount Isa City Council hat sieben Mitglieder. Der Mayor (Bürgermeister) und sechs weitere Councillor werden von allen Bewohnern der City gewählt. Die LGA ist nicht in Wahlbezirke unterteilt.